# Parathyma gandara
Parathyma gandara är en fjärilsart som beskrevs av Felder 1862. Parathyma gandara ingår i släktet Parathyma och familjen praktfjärilar. Inga underarter finns listade i Catalogue of Life.